# Acanthorhynchus tenuirostris
Acanthorhynchus tenuirostris е вид птица от семейство Meliphagidae. Видът е незастрашен от изчезване. Популацията на вида е намаляваща.

## Разпространение
Разпространен е в Австралия.